# Hans Heinz Holz
Hans Heinz Holz   (Frankfurt del Main, 26 de febrer de 1927 - Sant'Abbondio, 11 de desembre de 2011) va ser un filòsof marxista alemany.

## Biografia
Nascut a Frankfurt am Main, Holz va formar part de la resistència alemanya durant la segona guerra mundial i va ser arrestat per la Gestapo als 17 anys. Després de la guerra va estudiar filosofia. Es va doctorar a Leipzig amb Ernst Bloch. Des de 1952 va exercir de periodista al mateix temps que realitzava treballs d'investigació sobre crítica del teatre, de l'art i de la cultura. Des de 1962 a 1964 va dirigir els programes nocturns del “Hessischer Rundfunk” a Frankfurt am Main. Professor de la “Volkshochschule” de Darmstadt de 1952 a 1956 i de Zürich de 1965 a 1970. Professor invitat a la Universitat Lliure de Berlín l'any 1969. L'any 1971 va ser nomenat per a una càtedra de Filosofia a la “Rijksuniversiteit Groningen” (Holanda) de la qual va ser degà de 1987 a 1989. Es va jubilar en aquesta universitat l'any 1997.
És conegut pels seus coneixements enciclopèdics de la història de la filosofia d'una banda i pels seus punts de vista ideològics expressament oberts de l'altra. Influenciat per la monadologia de Gottfried Wilhelm Leibniz, considera la Widerspiegelung (reflexió) no només com a epistemolia, sinó també com a categoria ontològica. Alguns crítics veuen aquí un perill de desviar-se del materialisme. Tot i que Holz es va veure com a seguidor de les passes de Lenin, la seva visió és debatuda entre els cercles d'esquerres. Ha col·laborat amb publicacions d'extrema esquerra com "Marxistische Blätter" i "Weißenseer Blätter". Es va incorporar al Partit Comunista Alemany el 1994.